# Chrysozephyrus
Chrysozephyrus är ett släkte av fjärilar. Chrysozephyrus ingår i familjen juvelvingar.

## Bildgalleri

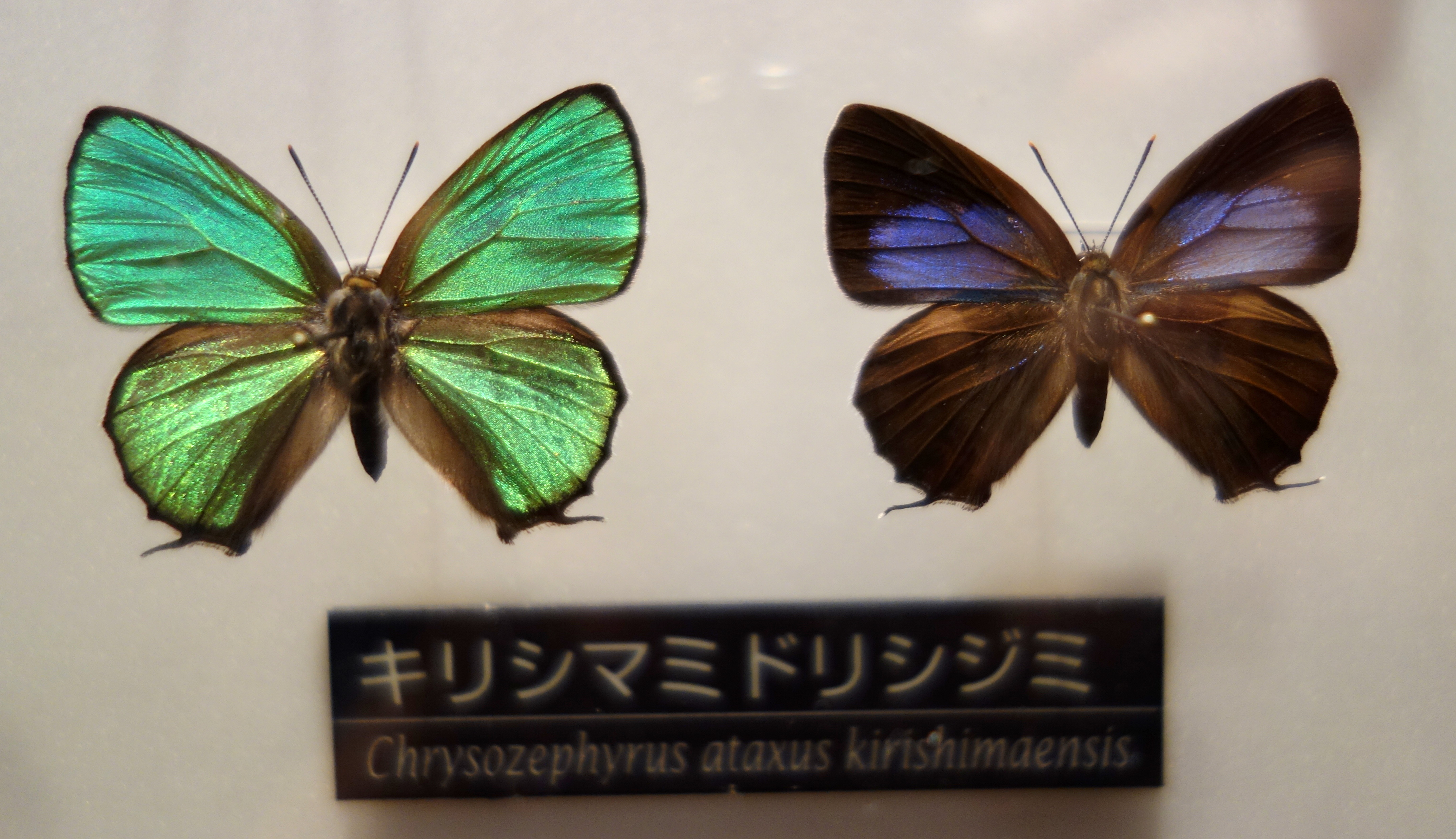
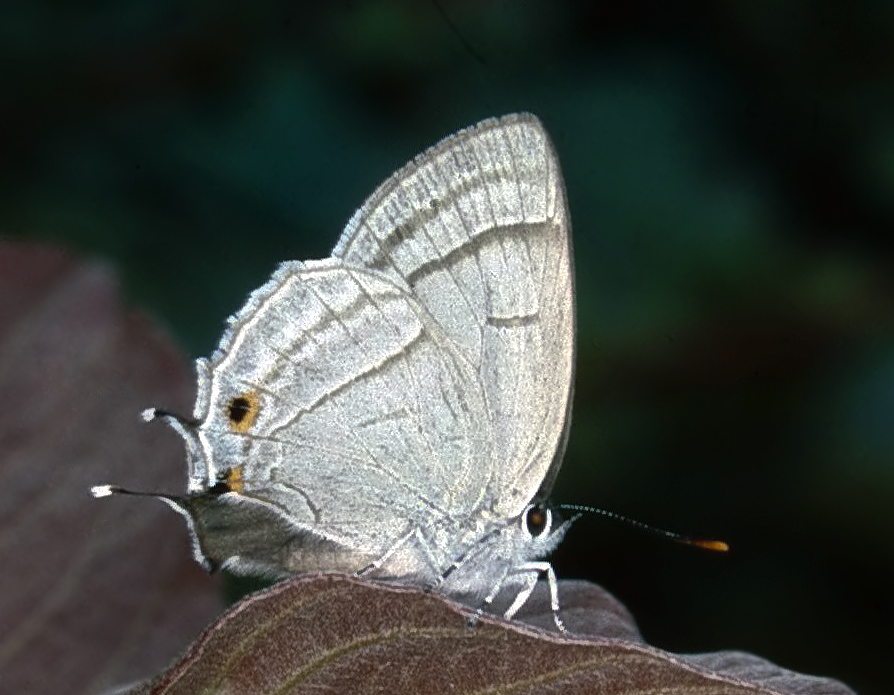
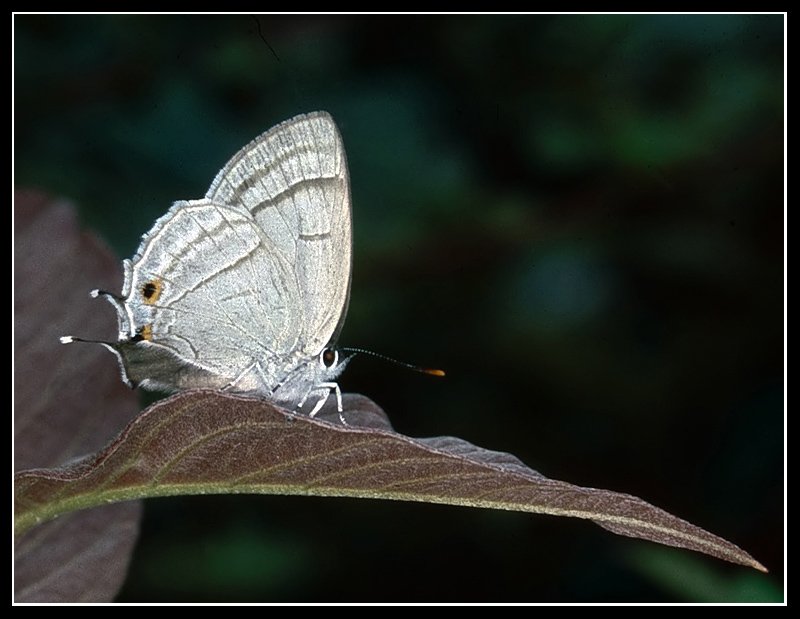
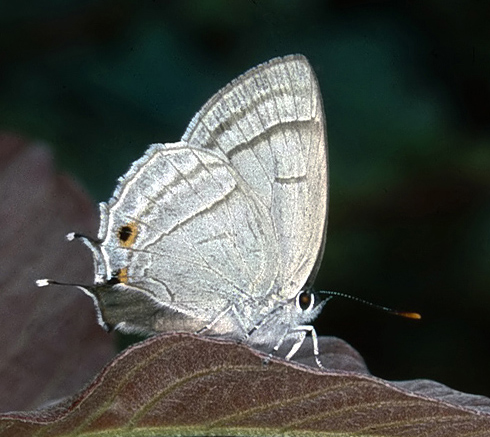
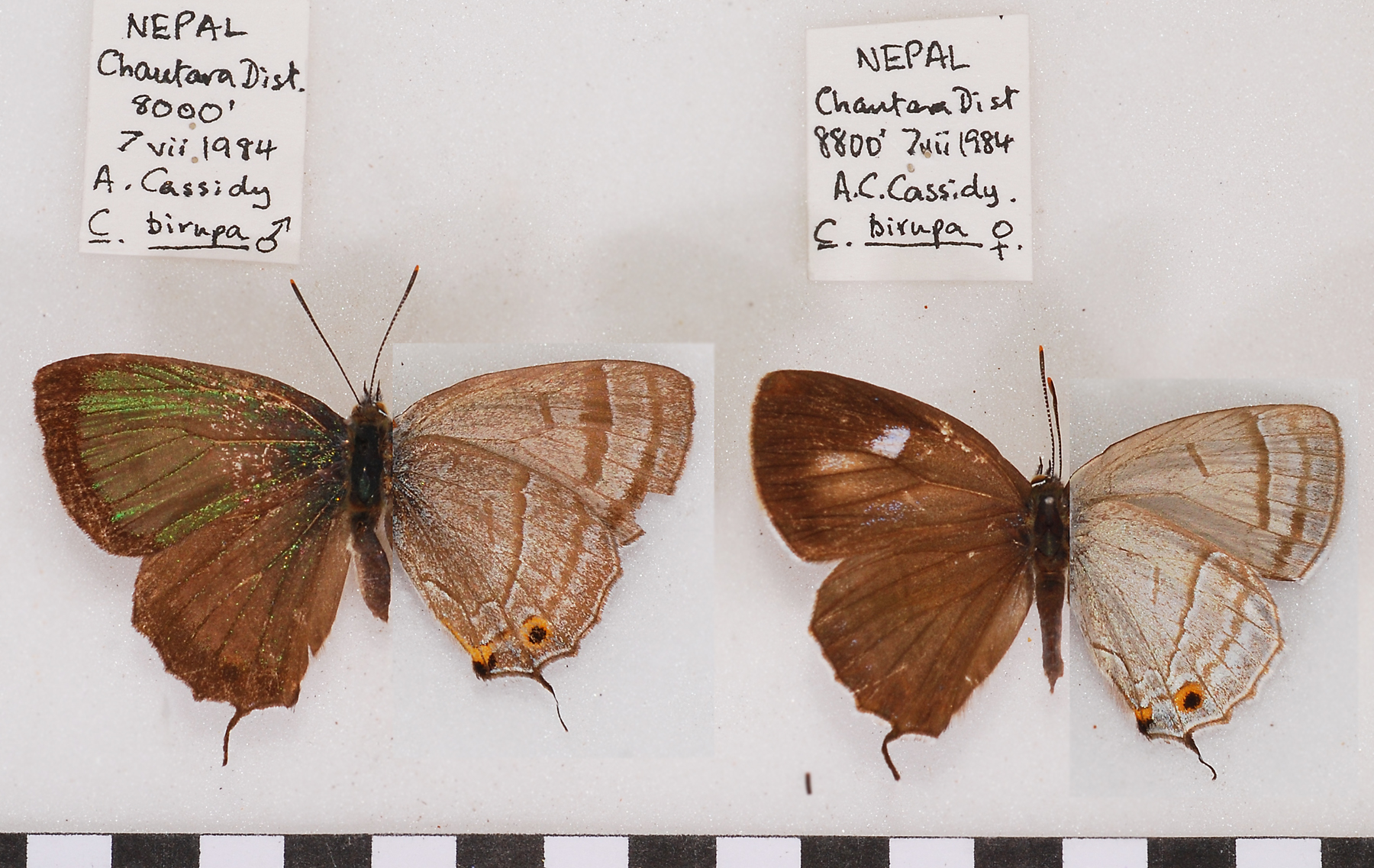
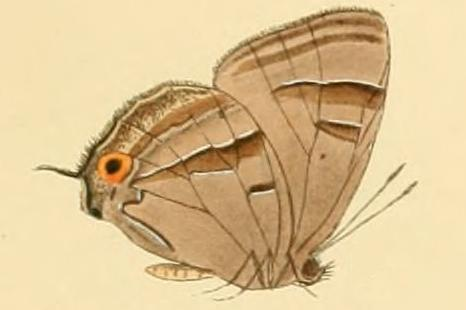

## Dottertaxa tillChrysozephyrus, i alfabetisk ordning[1]
- Chrysozephyrus alpinus
- Chrysozephyrus amoenus
- Chrysozephyrus angustimargo
- Chrysozephyrus assamica
- Chrysozephyrus atabyrius
- Chrysozephyrus ataxus
- Chrysozephyrus aurorinus
- Chrysozephyrus bhutanensis
- Chrysozephyrus birupa
- Chrysozephyrus chinensis
- Chrysozephyrus desgodinsi
- Chrysozephyrus disparatus
- Chrysozephyrus dubernardi
- Chrysozephyrus duma
- Chrysozephyrus dumoides
- Chrysozephyrus esakii
- Chrysozephyrus evanidus
- Chrysozephyrus hisamatsusanus
- Chrysozephyrus intermedia
- Chrysozephyrus interpositus
- Chrysozephyrus jakamensis
- Chrysozephyrus kabrue
- Chrysozephyrus kansaiensis
- Chrysozephyrus khasia
- Chrysozephyrus kirbariensis
- Chrysozephyrus kirishimaensis
- Chrysozephyrus marginatus
- Chrysozephyrus muhshengi
- Chrysozephyrus mushaellus
- Chrysozephyrus neidhoeferi
- Chrysozephyrus nigroapicalis
- Chrysozephyrus niitakanus
- Chrysozephyrus nishikaze
- Chrysozephyrus paona
- Chrysozephyrus pedius
- Chrysozephyrus philipi
- Chrysozephyrus pseudoletha
- Chrysozephyrus pseudotaiwanus
- Chrysozephyrus rarasanus
- Chrysozephyrus sanctissima
- Chrysozephyrus sandersi
- Chrysozephyrus scintillans
- Chrysozephyrus shakunage
- Chrysozephyrus sikkimensis
- Chrysozephyrus sikongensis
- Chrysozephyrus smaragdina
- Chrysozephyrus souleana
- Chrysozephyrus splendidulus
- Chrysozephyrus subnivalis
- Chrysozephyrus surioia
- Chrysozephyrus syla
- Chrysozephyrus tatsienluensis
- Chrysozephyrus teisoi
- Chrysozephyrus tienmushanus
- Chrysozephyrus triloka
- Chrysozephyrus tytleri
- Chrysozephyrus watsoni
- Chrysozephyrus vittata
- Chrysozephyrus yunnanensis
- Chrysozephyrus zoa
- Chrysozephyrus zulla